# Taucheira
Taucheira (Ταύχειρα, auch Teuchira, Τεύχειρα, oder Tocra, später Arsinoe) war eine antike griechische Hafenstadt in der Kyrenaika; die heutige Hafenstadt liegt im Munizip al-Mardsch, Libyen.
Taucheira wurde wohl um 625 v. Chr. gegründet. Die Stadt hatte ein bedeutendes Demeter-Heiligtum, in dem man bei Ausgrabungen ausgesprochen viel Importkeramik aus Griechenland fand. In hellenistischer Zeit erhielt die Stadt den Namen Arsinoe und besaß unter den Römern den Status einer Kolonie. Unter Kaiser Justinian wurde die Stadt befestigt. 
Die Stadt war mit ca. 500 × 500 m relativ klein. Sie hatte einen Stadtplan mit sich rechtwinklig kreuzenden Straßen. 
In Taucheira wurde zudem ein Friedhof mit zahlreichen jüdischen Inschriften gefunden.